# Marshalsea
Marshalsea foi uma prisão que existia em Southwark, Londres, ao sul do Tâmisa.  Existia desde o reinado de Edward III. Foi consolidado em 1842 com as prisões do banco e da frota da rainha e descrito então como uma "prisão para devedores".